# Manacapuru
Manacapuru Brazília  északi területén elhelyezkedő Amazonas állam  egyik városa. Az állam negyedik legnépesebb községe.